# Loek van Mil
Ludovicus Jacobus Maria van Mil, dit Loek van Mil (né le 15 septembre 1984 à Oss aux Pays-Bas et mort le 28 juillet 2019), est un joueur de baseball néerlandais. Mesurant 2m16, ce lanceur droitier est le plus grand joueur de baseball professionnel.

## Biographie
Il joue avec l'équipe nationale des Pays-Bas à la Coupe du monde de baseball 2007 et à la Classique mondiale de baseball 2013, et est dans cette dernière compétition le stoppeur de l'équipe. Sélectionné au sein de l'équipe de son pays pour les Jeux olympiques d'été de 2008, il ne participe pas à la compétition à cause d'une blessure. Il fait partie de la sélection nationale qui gagne la médaille d'argent au Championnat d'Europe de baseball de 2012, la médaille d'or au Championnat d'Europe de baseball 2016 et la médaille d'or à la Semaine de baseball de Haarlem en 2016. Loek van Mil joue avec les Pays-Bas à la Classique mondiale de baseball 2017.
De 2007 à 2013, Loek Van Mil évolue aux États-Unis en ligue mineure de baseball pour des clubs affiliés aux Twins du Minnesota, aux Angels de Los Angeles, aux Indians de Cleveland et aux Reds de Cincinnati de la Ligue majeure de baseball. En 2014, Loek van Mil évolue au Japon pour les Tohoku Rakuten Golden Eagles de la Ligue Pacifique où il apparaît dans 7 matchs et lance 8 manches et deux tiers. En 2015 et 2016, il est de retour aux États-Unis et s'aligne avec les Red Wings de Rochester le club-école de niveau Triple-A des Twins du Minnesota. Parallèlement, il évolue en 2015 et 2016 pour le Bite d'Adelaide en Ligue australienne de baseball et les Neptunus de Curaçao dans la Ligue de baseball néerlandaise.